# 737 Арекіпа
737 Арекіпа (1912 QB, 1961 JH, 737 Arequipa) — астероїд головного поясу, відкритий 7 грудня 1912 року.
Тіссеранів параметр щодо Юпітера — 3,345.